# Knut Fleckenstein

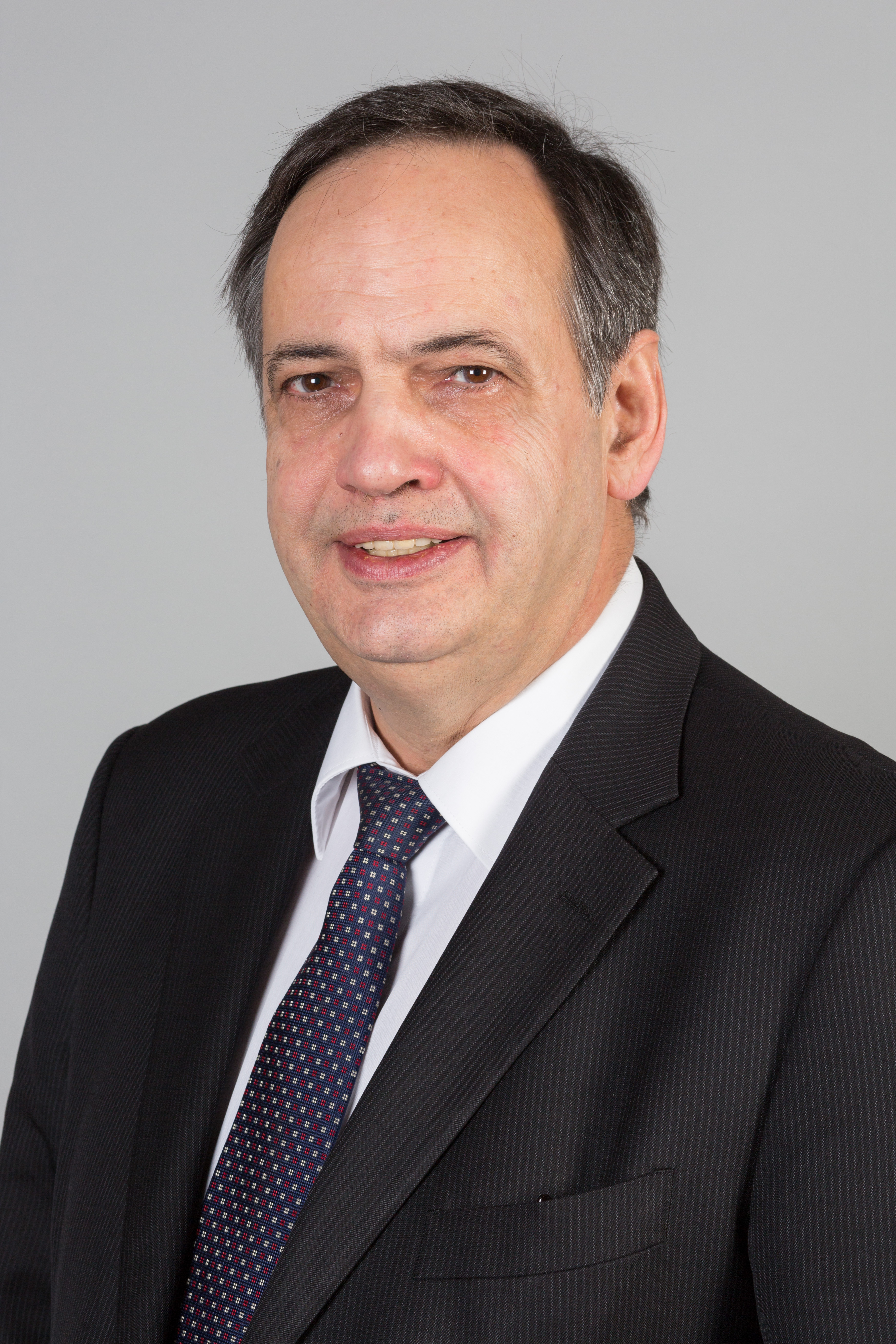
Knut Fleckenstein (2014)

Knut W. Fleckenstein (* 20. Dezember 1953 in Bad Nauheim) ist ein deutscher Politiker (SPD). Er war von 2009 bis 2019 Mitglied des Europäischen Parlaments und von 2017 bis 2019 außenpolitischer Sprecher der S&D-Fraktion im Europäischen Parlament.

## Ausbildung und Beruf
Nach seinem Abitur in Hamburg am Gymnasium Oberalster (1974) machte Fleckenstein eine Ausbildung zum Bankkaufmann (1976). Erste berufliche Erfahrungen sammelte er durch eine Tätigkeit im Gasimport der Deutschen BP. Von 1984 bis 1989 war Fleckenstein Pressesprecher und Büroleiter des Zweiten Hamburger Bürgermeisters Alfons Pawelczyk und übernahm danach die Leitung der Abteilung für Europaangelegenheiten und Entwicklungszusammenarbeit in der Senatskanzlei. Von 1989 bis 1991 hatte er den Posten des Pressesprechers und Leiters des Protokolls der Hamburgischen Bürgerschaft inne. In dieser Zeit engagierte sich Fleckenstein für die Städtepartnerschaft zwischen Hamburg und Sankt Petersburg. Als Mitglied der Geschäftsleitung war er von 1991 bis 1994 im Transportunternehmen Hansetrans tätig.
Von 1994 bis 2009 war er Geschäftsführer des Arbeiter-Samariter-Bundes in Hamburg und seit Oktober 2010 ist er Bundesvorsitzender des Arbeiter-Samariter-Bundes. Seit September 2019 ist er Senior-Berater der von Ole von Beust geführten von Beust & Coll. Beratungsgesellschaft mbH & Co. KG.

## Politik
Fleckenstein ist seit 1974 Mitglied der SPD. Mitte der 1980er Jahre war er Mitglied im Kreisvorstand Hamburg-Wandsbek. Von 1988 bis 1995 war er Mitglied der Bezirksversammlung Wandsbek; deren Vorsitzender war er 1994/95. Von 1994 bis 2004 und von 2007 bis 2010 war Fleckenstein als kultur- und europapolitischer Sprecher Mitglied des SPD-Landesvorstandes Hamburg. 2008 betätigte er sich als Mitglied des Kompetenzteams von Bürgermeisterkandidat Michael Naumann für die Bereiche Soziales und Gesundheit sowie als Mitglied der Europapolitischen Kommission des SPD-Parteivorstands.

## Europäisches Parlament
Von 2009 bis 2019 war Fleckenstein Mitglied des Europäischen Parlaments.
Von 2009 bis 2014 war Fleckenstein Mitglied des Ausschusses für Verkehr und Fremdenverkehr (TRAN) und Vorsitzender im Parlamentarischen Kooperationsausschuss EU-Russland des Europäischen Parlaments. Außerdem war er Stellvertreter im Ausschuss für auswärtige Angelegenheiten (AFET) und der Delegation des Parlamentarischen Kooperationsausschuss EU – Ukraine. Im Juli 2014 wurde Fleckenstein für zweieinhalb Jahre zum stellvertretenden Fraktionsvorsitzenden der sozialdemokratischen Fraktion S&D im Europäischen Parlament gewählt.
Ab Februar 2017 war Fleckenstein außenpolitischer Sprecher der S&D-Fraktion im Europäischen Parlament und war ordentliches Mitglied in folgenden Ausschuss und folgenden Delegationen im EU-Parlament:
- AFET Ausschuss für Auswärtige Angelegenheiten (APET);
- Delegation im Ausschuss für Parlamentarische Kooperation EU-Russland (D-RU);
- Delegation im Parlamentarischen Assoziationsausschuss EU-Moldau (D-MD) und
- der Delegation in der Parlamentarischen Versammlung Euronest (DEPA).

Stellvertretendes Mitglied war Fleckenstein in den folgenden Ausschüssen und Delegationen im EUd--Parlament:
- Ausschuss für Verkehr und Fremdenverkehr (TRAN);
- Delegation für den Parlamentarischen Stabilitäts- und Assoziationsausschuss EU-Serbien (D-RS);
- Delegation in der Parlamentarischen Versammlung Europa-Lateinamerika (DLAT) und
- Unterausschuss für Sicherheit und Verteidigung (SEDE).

## Privates
Seit über 50 Jahren lebt Fleckenstein in Hamburg. Er ist verheiratet und hat zwei Töchter. Seit September 2019 ist Fleckenstein als Politikberater für die Beratungsgesellschaft von Ole von Beust tätig.

## Weitere Mitgliedschaften
- Bundesvorsitzender des ASB Deutschland (Arbeiter-Samariter-Bund)
- Vorsitzender Samaritan International e. V.
- Aufsichtsratsvorsitzender des Ernst Deutsch Theaters
- Vorstandsvorsitzender des Freundeskreises Ernst Deutsch Theater
- Mitglied des Kuratoriums Bertini-Preis e. V.
- Mitglied der Kulturpolitischen Gesellschaft
- Mitglied des Kuratoriums der Stiftung Europa-Kolleg Hamburg
- Mitglied des Kuratoriums Hamburgische Regenbogenstiftung
- Mitglied des Kulturforums Hamburg
- Mitglied Gegen Vergessen – Für Demokratie e. V.
- Mitglied im Bürgerverein Sasel/Poppenbüttel
- Mitglied im Saselhaus e. V.
- Mitglied (Revisor) Saseler Heimatfest e. V.

## Ehrungen
- 2022: Verdienstkreuz 1. Klasse des Verdienstordens der Bundesrepublik Deutschland[7]